# Salon Sztuki KDA
Salon Sztuki KDA - galeria założona w Krakowie w 2003 roku, działająca pierwotnie jako Galeria Sztuki ATTIS. Mieści się przy ulicy Starowiślnej 14 w Krakowie, a jej właścicielem jest Ryszard Lachman. 
Salon specjalizuje się w malarstwie polskim XIX i XX w. Prezentuje dzieła cenionych artystów sztuki współczesnej i dawnej. Salon Sztuki KDA organizuje aukcje dzieł sztuki w ramach działalności Krakowskiego Domu Aukcyjnego. 
Galeria jest członkiem Stowarzyszenia Antykwariuszy Polskich oraz Confédération Internationale des Négociants en Oeuvres d'Art. 
W galerii wystawiano prace m.in.
- Grzegorza Bednarskiego
- Wojciecha Ćwiertniewicza
- Małgorzaty Jenty - Dmitruk
- Jerzego Dmitruka
- Eugeniusza Gerlacha
- Romana Zakrzewskiego